# Theon Weber
Pour les articles homonymes, voir Weber.
Theon Weber né le 26 juillet 1987 à Hilo (Hawaii), est un cinéaste américain. Il est cofondateur de la Zapoid Team et de sa filiale, Italic Italian Productions, qui ont produit beaucoup de courts et longs métrages, ainsi que des documentaires populaires. Le projet le plus récent de Weber était un long métrage intitulé Minutiae, sorti au printemps 2005.
Lors de sa dernière année de lycée, Weber a participé au Décathlon Académique, comme membre de l'équipe Hilo High School. L'équipe a gagné la compétition de l'État d'Hawaii et a participé à la compétition nationale, à Boise (Idaho). Elle a terminé à la sixième place, Weber ayant obtenu le score plus élevé, soit 8.300 points.

## Filmographie
Liste non-limitative
- 2003 : Zigzag (long métrage)
- 2003 : Talking About Girls (documentaire)
- 2003 : The Silent Treatment (court métrage)
- 2004 : Senior Cut Day (documentaire)
- 2005 : Minutiae (long métrage)